# Melanin Magic (Pretty Brown)
Melanin Magic (Pretty Brown) è un singolo della rapper statunitense Remy Ma, in collaborazione con Chris Brown, estratto come secondo singolo d'anticipazione dal suo secondo album in studio Seven Winters, Six Summers.

## Pubblicazione
Il brano fu annunciato nel novembre del 2017, successivamente alla registrazione del video musicale, durante un'intervista su Total Request Live, annunciando anche l'apparizione di Chris Brown nel brano.
Successivamente la cantante condivise un'anteprima del brano 3 giorni prima della pubblicazione, attraverso Instagram.

## Descrizione
Il brano è stato scritto dagli stessi Remy Ma e Chris Brown, ed è stato prodotto da Dallas Austin. Il brano presenta un beat old school, e presenta uno stile R&B molto calcato, ed ispirato a quello degli anni '90.
Il testo del brano è un'ode alla bellezza delle ragazze di carnagione molto scura.